# Nederlandse kampioenschappen schaatsen afstanden 1992 - 1500 meter vrouwen
De Nederlandse kampioenschappen schaatsen afstanden 1992 - 1500 meter vrouwen worden gehouden in Thialf in januari 1992. 
Titelverdedigster is Lia van Schie die de titel pakte tijdens de Nederlandse kampioenschappen schaatsen afstanden 1991

## Uitslag
| #      | Schaatser            | Tijd    |
| ------ | -------------------- | ------- |
| Goud   | Sandra Voetelink     | 2.08,19 |
| Zilver | Yvonne van Gennip    | 2.09,97 |
| Brons  | Lia van Schie        | 2.10,26 |
| 4      | Marieke Stam         | 2.11,53 |
| 5      | Carla Zijlstra       | 2.11,95 |
| 6      | Sandra Zwolle        | 2.12,18 |
| 7      | Manuela Ossendrijver | 2.12,98 |
| 8      | Babs Bijlsma         | 2.13,11 |
| 9      | Jolanda Grimbergen   | 2.13,89 |
| 10     | Ingrid van der Voort | 2.15,03 |
| 11     | Annamarie Thomas     | 2.16,29 |
| 12     | Hanneke de Vries     | 2.17,03 |
| 13     | Gonnie Brunia        | 2.17,80 |
| 14     | Herma Meijer         | 2.41,92 |

1987 · 
1988 · 
1989 · 
1990 · 
1991 · 
1992 · 
1993 · 
1994 · 
1995 · 
1996 · 
1997 · 
1998 · 
1999 · 
2000 · 
2001 · 
2002 · 
2003 · 
2004 · 
2005 · 
2006 · 
2007 · 
2008 · 
2009 · 
2010 · 
2011 · 
2012 · 
2013 · 
2014 · 
2015 · 
2016 · 
2017 · 
2018 · 
2019 · 
2020 · 
2021 · 
2022 · 
2023 · 
2024 · 
2025